# Fulko af Jerusalem
Fulko (latin: Fulco, fransk: Foulque eller Foulques; ca. 1089/92 – 13. november 1143, også kendt som Fulko den Yngre) var greve af Anjou (som Fulko 5.) fra 1109 til 1129 og konge af Jerusalem fra 1131 til sin død. Under hans styre nåede Kongeriget Jerusalem dets største territoriale omfang.

## Biografi

### Greve af Anjou
Fulko blev født i Angers mellem 1089 og 1092, søn af grev Fulko 4. af Anjou og Bertrade de Montfort. I 1092 forlod Bertrade sin mand og giftede sig med Kong Filip 1. af Frankrig. Det gjorde hende til bigamist.
Han blev greve af Anjou ved sin fars død i 1109. Året efter giftede han sig med Ermengarde af Maine og styrkede Anjous kontrol over Grevskabet Maine.
Han var oprindelig modstander af kong Henrik 1. af England og støttede kong Ludvig 6. af Frankrig, men i 1118 eller 1119 blev han allieret med Henrik, da han arrangerede, at hans datter Matilde skulle giftes med Henriks søn og arving, Vilhelm Adelin. Fulko drog på korstog i 1119 eller 1120 og sluttede sig til Tempelridderne (Orderic Vitalis). Han vendte tilbage i slutningen af 1121, hvorefter han begyndte at understøtte tempelridderne finansielt og ernærede to riddere i Det hellige land i et år. Meget senere arrangerede Henrik, at hans datter Matilde skulle giftes med Fulkos søn Godfred af Anjou, hvilket hun gjorde i 1127 eller 1128.

### Korsfarer og konge
I 1127 forberedte Fulko sig på at vende tilbage til Anjou, da han modtog en ambassade fra kong Balduin 2. af Jerusalem. Kongen havde ingen mandlige arvinger, men havde allerede udpeget sin datter Melisende til at efterfølge sig. Balduin 2. ville beskytte sin datters arv ved at gifte hende med en magtfuld herre. Fulko var en velhavende korsfarer, erfaren hærfører - og enkemand. Hans erfaring på området ville være uvurderlig for en grænsestat altid i krig.
Fulko ønskede mere end blot at være dronningens mand. Han ville være konge sammen med Melisende. Efter at have reflekteret over Fulkos formue og militære erfaring, indvilligede Balduin 2. Fulko abdicerede som greve af Anjou til fordel for sin søn Godfred og rejste til Jerusalem, hvor han blev gift med Melisende den 2. juni 1129. Senere styrkede Balduin 2. Melisendes position i kongeriget ved at gøre hende til eneste værge for hendes søn med Fulko, Balduin 3., født i 1130.
Fulko og Melisende blev fælles herskere over Jerusalem i 1131 ved Balduin 2.'s død. Først overtog Fulko alene kontrollen over styret og ekskluderede Melisende. Han foretrak landsmænd fra Anjou frem for den oprindelige adel. De andre korsfarerstater mod nord frygtede, at Fulko ville forsøge at påtvinge Jerusalems overherredømme over dem, som Balduin 2. havde gjort, og da Fulko var langt mindre magtfuld end sin afdøde svigerfar, afviste de nordlige stater hans myndighed. Melisendes søster Alix, enkefyrstinde af Antiochia, som var sendt i eksil fra sit fyrstendømme af Balduin 2., overtog atter kontrollen over Antiochia efter sin fars død. Hun allierede sig med Pons af Tripoli og Joscelin 2. af Edessa for at forhindre Fulko i at marchere nordpå i 1132. Fulko og Pons udkæmpede et kort slag, inden der blev sluttet fred, og Alice blev atter sendt i eksil.
Også i Jerusalem mødte Fulko modstand fra den anden generation kristne i Jerusalem, der var vokset op siden det første korstog. Disse "indfødte" fokuserede på Melisendes fætter, den populære Hugo 2. af Le Puiset, greve Jaffa, der var hengiven loyal over for dronningen. Fulko så Hugo som en rival, og det hjalp ikke, at Hugos egen stedsøn beskyldte ham for illoyalitet. I 1134 beskyldte Fulko ham for utroskab med Melisende for at udstille Hugo. Hugo gjorde oprør i protest. Hugo sikrede sig Jaffa og allierede sig med muslimerne i Ashkelon. Han var i stand til at besejre den hær, der blev sendt mod ham af Fulko, men situationen var ikke holdbar. Den katolske patriark af Jerusalem greb ind i konflikten, måske efter anmodning fra Melisende. Fulko accepterede en fredsslutning, og Hugo blev udvist fra kongeriget i tre år, en lempelig straf.
Der blev imidlertid foretaget et attentatforsøg på Hugo. Fulko eller hans støtter blev almindeligt anset som ansvarlige, skønt direkte beviser aldrig dukkede op. Skandalen var alt, hvad der var nødvendigt for, at dronningens parti kunne overtage styret i det, der reelt var et paladskup. Forfatter og historiker Bernard Hamilton skrev, at Fulkos støtter "gik rundt i frygt for deres liv" i paladset. Den samtidige forfatter og historiker Vilhelm af Tyrus skrev om Fulko "han forsøgte aldrig at tage initiativet, selv ikke i trivielle anliggender, uden (Melisendes) samtykke". Resultatet var, at Melisende havde den direkte og ubestridelige kontrol over regeringen fra 1136. Inden 1136 blev Fulko forsonet med sin hustru og deres anden søn Amalrik blev født.

### Sikring af grænserne
Jerusalems nordlige grænse var en stor bekymring. Fulko var udnævnt til regent for Fyrstendømmet Antiochia af Balduin 2. Som regent fik han Raymond af Poitou gift sig den spæde Konstance af Antiochia, datter af Bohemund 2. og Alix af Jerusalem, og Melisendes niece. Den største bekymring under Fulkos regeringstid var imidlertid den stadig mægtigere Atabeg Ad-Din Zangi af Mosul .
I 1137 blev Fulko besejret i et slag nær Baarin, men han allierede sig med Mu'in ad-Din Unur, vesiren af Damaskus. Damaskus blev også truet af Zengi. Fulko erobrede fortet Banias, nord for Genesaret søen, og sikrede dermed den nordlige grænse.
Fulko styrkede også rigets sydgrænse. Hans hovmester Paganus opførte fæstningen Kerak øst for Det Døde Hav, og for at hjælpe med at give kongeriget adgang til Det Røde Hav fik Fulko Blanchegarde, Ibelin og andre forter bygget i sydvest for at overvælde den egyptiske fæstning ved Ashkelon. Denne by var en base, hvorfra de egyptiske fatimider lancerede hyppige angreb på Kongeriget Jerusalem, og Fulko søgte at neutralisere denne trussel.
I 1137 og 1142 ankom den byzantinske kejser Johannes 2. Komnenos til Syrien for at påtvinge den byzantinske kontrol over korsfarerstaterne. Johannes' intention om at foretage en pilgrimsrejse til Jerusalem ledsaget af sin imponerende hær alarmerede Fulko, der skrev til Johannes og påpegede, at hans rige var fattigt og ikke kunne støtte passagen af en stor hær. Dette lunkne svar overtalte Johannes til ikke at gennemføre sin intention, og han udsatte sin pilgrimsrejse. Johannes døde, inden han kunne gennemføre sin rejse til Jerusalem.
I 1143, mens kongen og dronningen var i Akko, blev Fulko dræbt i en jagtulykke. Hans hest snublede, faldt, og Fulkos kranium blev knust af sadlen, "og hans hjernemasse sprøjtede ud fra både ører og næsebor", som Vilhelm af Tyrus skrev. Han blev ført tilbage til Akko, hvor han lå bevidstløs i tre dage, inden han døde. Han blev begravet i Gravkirken i Jerusalem. Selv om deres ægteskab var begyndt i konflikt, sørgede Melisende over ham både privat og offentligt. Fulko blev overlevet af sin søn Godfred af Anjou fra hans første ægteskab, og Balduin 3. og Amalric 1. fra ægteskabet med Melisende.

## Eftermæle

### Beskrivelser
Ifølge Vilhelm var Fulko "en rødmosset mand, ligesom David ... trofast og blid, venlig og rar... en erfaren kriger fuld af tålmodighed og visdom i militære anliggender." Hans største fejl var en manglende evne til at huske navne og ansigter.
Vilhelm af Tyrus beskrev Fulko som en dygtig soldat og politiker, men observerede, at Fulko ikke i tilstrækkelig grad deltog i forsvaret af korsfarerstaterne mod nord. Krønikeskriveren Ibn al-Qalanisi (der kalder ham al-Kund Anjur, en arabisk gengivelse af "greve af Anjou") siger, at "han ikke var forsvarlig i sin dømmekraft og heller ikke succesfuld med sin administration." Zangi'ernes fortsatte deres angreb på korsfarerstaterne, som kulminerede med Grevskabet Edessas fald i 1144. Det førte til Det 2. korstog (se belejringen af Edessa).

### Familie
I 1110 giftede Fulko sig med Ermengarde af Maine (død 1126), datter af Elias 1. af Maine. Deres fire børn var:
1. Godfred 5. af Anjou (1113 – 1151), far til Henrik 2. af England .
2. Sibylla af Anjou (1112 – 1165, Bethlehem ), gift i 1123 med Vilhelm Clito (skilt 1124), gift i 1134 med Didrik, greve af Flandern.
3. Matilde af Anjou (1106 – 1154, Fontevrault), gift med Vilhelm Adelin, efter hans død i Det Hvide Skibs forlis i 1120 blev hun nonne og senere Abbedisse af Fontevrault.
4. Elias 2. af Maine (død 1151)

Hans anden hustru var Melisende, dronning af Jerusalem
1. Balduin 3. af Jerusalem
2. Amalrik 1. af Jerusalem